# 小塚村
小塚村（おづかむら）は、広島県甲奴郡にあった村。現在の府中市の一部にあたる。

## 地理
江の川水系上下川の上流域に位置していた。

## 歴史
- 1889年（明治22年）4月1日、町村制の施行により、甲奴郡小塚村が単独で村制施行し、小塚村が発足[1][2]。二森村、小塚村、小堀村、有福村の町村組合を結成し役場を小堀村に設置[1]。
- 1895年（明治28年）10月1日、甲奴郡二森村、小堀村、有福村と合併し、吉野村を新設して廃止された[1][2]。

### 地名の由来
当地付近に古墳が多く存在することから。

## 産業
- 農業[1]

## 教育
- 1889年（明治22年）小塚簡易小学校開校[1]。